# My Sweet Lord
My Sweet Lord è un brano musicale del cantautore britannico George Harrison, pubblicato il 23 novembre 1970 negli Stati Uniti come primo singolo estratto dall'album All Things Must Pass, il primo dell'artista dopo lo scioglimento dei Beatles. La canzone è principalmente incentrata sul concetto di Dio e sulla sua presenza (eloquente è il contemporaneo utilizzo delle espressioni Hallelujah, di uso comune nelle liturgie cristiane, e Hare Kṛṣṇa, mantra indù). Harrison suonò My Sweet Lord al The Concert for Bangladesh dell'agosto 1971, e la canzone divenne la composizione più celebre della sua carriera solista post-Beatles. 
My Sweet Lord fu al centro di una ben nota causa legale sul diritto d'autore, a causa della somiglianza del pezzo con la canzone He's So Fine del 1963, scritta da Ronnie Mack per il gruppo delle Chiffons. Nel 1976, Harrison fu giudicato colpevole di aver "inconsciamente" plagiato la canzone di Mack dal punto di vista melodico, un verdetto che fece scalpore nel mondo dell'industria musicale. Harrison sostenne sempre di essersi invece ispirato a Oh Happy Day per la melodia della canzone.

## Il brano
Negli Stati Uniti e in Gran Bretagna, la canzone divenne il primo singolo da primo posto in classifica di un ex-Beatle. Originariamente, Harrison aveva dato la canzone all'artista della Apple Records Billy Preston, che ne incise una versione e la inserì nell'album Encouraging Words, prodotto dallo stesso Harrison presso gli Olympic Sound Studios di Londra, e pubblicato nel settembre 1970.
Harrison scrisse My Sweet Lord principalmente come lode alla divinità indù Kṛṣṇa, ma allo stesso tempo intese il testo del brano come un invito all'abbandono del settarismo religioso, unendo insieme il canto devozionale ebraico Hallelujah con il mantra Hare Kṛṣṇa e la preghiera Vedica. La traccia venne co-prodotta da Harrison insieme a Phil Spector, e rappresenta un evidente esempio dello stile produttivo "Wall of Sound" (caratteristico di Spector). Preston, Ringo Starr, Eric Clapton, e i Badfinger sono tra i musicisti che contribuirono alla registrazione.
My Sweet Lord si è classificata alla posizione numero 460 nella lista delle 500 migliori canzoni di sempre redatta dalla rivista Rolling Stone. Quando venne ripubblicata su singolo nel gennaio 2002, due mesi dopo la morte di Harrison, la canzone raggiunse nuovamente la vetta della classifica in Gran Bretagna.

### Composizione
George Harrison iniziò la stesura di My Sweet Lord nel dicembre 1969, quando lui, Billy Preston ed Eric Clapton si trovavano a Copenaghen, in Danimarca, in qualità di artisti ospiti del tour europeo di Delaney & Bonnie. All'epoca, Harrison aveva già composto i brani Hear Me Lord, influenzato dalla musica gospel, e Gopala Krishna, canto devozionale alla divinità induista, oltre ad aver registrato con Preston lo spiritual Sing One for the Lord. Egli aveva inoltre prodotto di recente due singoli di successo a tema religioso per la Apple Records: That's the Way God Planned It di Preston e Hare Krishna Mantra del Radha Krsna Temple. Quest'ultimo era un adattamento musicale del mantra indù vecchio di 5000 anni, eseguito dai membri della Associazione internazionale per la coscienza di Krishna (ISKCON), colloquialmente conosciuta come "movimento Hare Krishna". Ora Harrison voleva fondere i messaggi del Cristianesimo con la fede Viṣṇuista in una sorta di "canto gospel vedico".
Le date di Copenaghen segnarono la fine del tour di Delaney & Bonnie, con tre esibizioni tenutesi al Falkoner Theatre il 10-12 dicembre. Secondo la testimonianza in tribunale del 1976 fatta da Harrison durante la causa di plagio, My Sweet Lord era stata scritta mentre i membri della band attendevano l'inizio di una conferenza stampa. Harrison ricordò che provava accordi alla chitarra alternando le parole Hallelujah e Hare Krishna. Poi illustrò l'idea agli altri e il coro si sviluppò ulteriormente. La più recente versione dei fatti riportata da Delaney Bramlett, afferma invece che l'idea ebbe origine dalla domanda fattagli da Harrison su come scrivere una canzone gospel genuina e sincera, e come lui [Bramlett] avesse iniziato allora a cantare le parole Oh my Lord mentre la moglie Bonnie e la cantante Rita Coolidge aggiunsero gli Hallelujah in risposta. Il giornalista musicale britannico John Harris ha messo in dubbio l'autenticità del racconto di Bramlett.
Utilizzando come fonte d'ispirazione la versione degli Edwin Hawkins Singers dell'inno cristiano del diciottesimo secolo Oh Happy Day, Harrison continuò a lavorare sul tema della canzone. Egli completò il brano, con qualche aiuto da parte di Preston, una volta tornato a Londra.

### Contenuti e significato

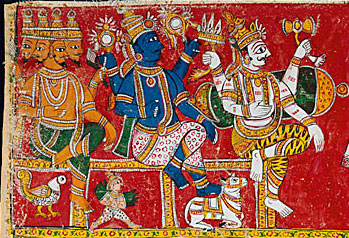
La divina Trimūrti formata da Śiva, Visnù, e Brahmā

Le parole del testo della canzone riflettono il desiderio di Harrison, spesso da lui espresso, di avere un rapporto diretto con Dio, presentando il concetto con l'ausilio di parole semplici che possano essere capite da tutti i credenti, a seconda della loro religione. L'autore Ian Inglis nota un grado di "comprensibile" impazienza nel primo verso della canzone: «Really want to see you, Lord, but it takes so long, my Lord» ("Voglio vederti davvero Signore, ma ci vuole così tanto tempo, Mio Dio").
All'inizio del brano, i coristi cantano la parola di lode cristiana e ebraica: Hallelujah. Più tardi, eseguono una preghiera indù vaiṣṇava:
Questa preghiera è una parte del principale mantra dei devoti del Viṣṇuismo, resa popolare nel mondo occidentale dalla "Società Internazionale per la Coscienza di Krishna" (ISKCON), i cui adepti sono colloquialmente noti come "Hare Krishna". Harrison era un devoto di questo percorso religioso, sebbene non appartenesse di fatto a nessuna organizzazione spirituale.
Nella sua autobiografia del 1980, I, Me, Mine, Harrison spiegò di aver voluto inserire alternate ripetutamente le parole "Hallelujah" e "Hare Krishna" per mostrare a tutti che in definitiva significano "più o meno la stessa cosa", e per far sì che gli ascoltatori, trascinati dall'orecchiabilità della melodia, iniziassero a cantare il mantra "prima ancora di capire cosa stesse succedendo!"
Nella traccia è inoltre contenuta l'antica preghiera vedica dedicata ai vari maestri spirituali, o guru, che equipara questi saggi alla sacra Trimūrti – Brahmā, Visnù e Śiva (o Maheshvara) – 
e al concetto di divinità assoluta, Brahman:
Il testo della canzone contiene un "messaggio universale", secondo lo scrittore Ian Inglis, "non essendo diretto a una specifica manifestazione di fede a una singola divinità", "ma piuttosto al concetto di un unico Dio buono la cui natura non è influenzata da particolari interpretazioni e che pervade ogni cosa, è presente ovunque, è onnisciente e onnipotente, e trascende il tempo e lo spazio;... Tutti noi – cristiani, indù, musulmani, ebrei, buddisti – possiamo indirizzare il nostro amore verso Dio allo stesso modo, utilizzando la stessa frase ["my sweet Lord", "mio dolce Signore"]."

### Registrazione

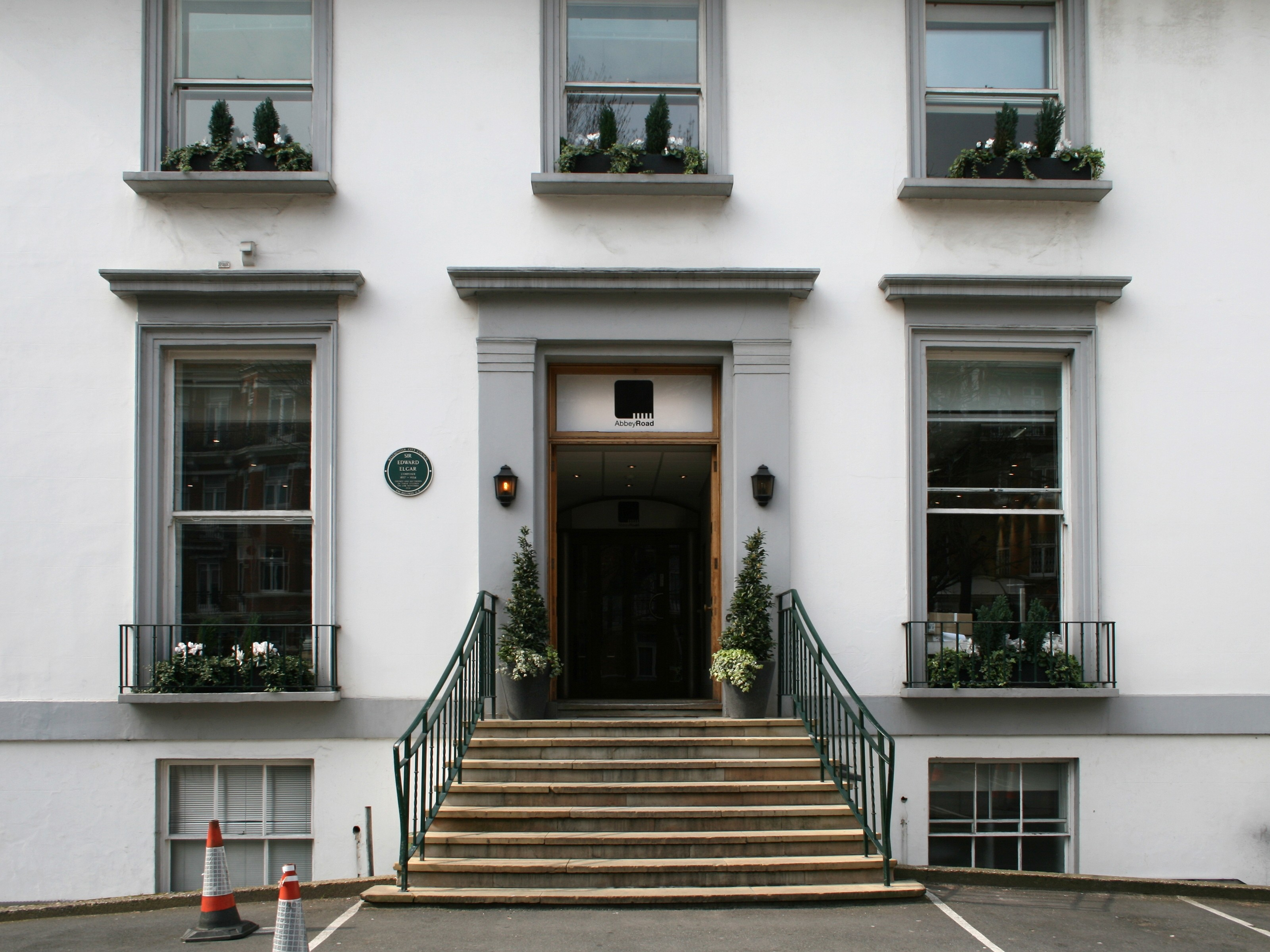
Gli Abbey Road Studios, dove Harrison incise My Sweet Lord

Cinque mesi dopo le sessioni svoltesi agli Olympic Sound Studios, con i Beatles che nel frattempo si erano separati, My Sweet Lord fu una delle oltre trenta tracce che Harrison registrò per All Things Must Pass, il suo triplo album solista. Fu un brano che George esitò ad incidere fino all'ultimo, in quanto temeva che potesse essere considerato troppo religioso.
Con Phil Spector a co-produrre le sessioni agli Abbey Road Studios, Preston suonò nuovamente nella traccia, insieme a Clapton, Ringo Starr, Jim Gordon e a tutti e quattro i membri dei Badfinger. L'identità dei rimanenti musicisti resta tradizionalmente materia di congetture, con il batterista Alan White che una volta dichiarò di aver suonato nel brano, con Carl Radle al basso, e Starr al tamburello e persino John Lennon tra i chitarristi ritmici. L'ipotesi comune è che Harrison e Spector abbiano scelto tra varie tracce base prima di selezionare il nastro master, che comprende, tra gli altri, Klaus Voormann al basso e Gary Wright a una seconda tastiera; Bruce Spizer suggerisce che Peter Frampton possa aver aggiunto una parte di chitarra acustica dopo la sessione principale. Le varie sovraincisioni, compresa l'orchestrazione di John Barham, furono aggiunte nel corso dei successivi due mesi, in parte ai Trident Studios di Londra.
La versione finale, più rock rispetto alle incisioni iniziali della canzone, si distanziò alquanto dall'arrangiamento gospel ispirato a Oh Happy Day sia dal punto di vista strutturale che musicale, accostandosi alle convenzioni della musica pop, ma evidenziando anche la somiglianza della linea melodica del pezzo con il successo delle Chiffons del 1963 He's So Fine. Spizer suggerisce che ciò fu dovuto al focalizzarsi di Harrison "sull'atmosfera del disco", mentre il giornalista del Record Collector Peter Doggett nel 2001 scrisse che, "nonostante l'ispirazione di Harrison per My Sweet Lord derivasse da Oh Happy Day, nelle mani del produttore ed arrangiatore Phil Spector, la traccia diventò una copia carbone del brano delle Chiffons". Chip Madinger e Mark Easter notarono il "triste" fatto di come Spector, "maestro di tutti quei gruppi vocali femminili dei primi anni sessanta", non si accorse delle somiglianze.

### Pubblicazione
Prima di arrivare a New York il 28 ottobre 1970 con i nastri master di All Things Must Pass, Harrison aveva annunciato alla stampa che nessun singolo promozionale sarebbe stato estratto dal disco – per "non diminuire l'impatto del triplo album" (gli altri tre Beatles avevano anch'essi deciso di non commercializzare singoli in Gran Bretagna tratti dai loro primi album). Il dirigente responsabile della Apple per il mercato statunitense, Allan Steckler, insieme al manager Allen Klein e al produttore Phil Spector, invece spinsero tutti per la pubblicazione su 45 giri di My Sweet Lord, anche se, per il mese successivo la versione di Billy Preston della canzone era stata già programmata per l'uscita su 45 giri negli Stati Uniti. Il regista Howard Worth ricorda che una riunione d'affari svoltasi per il documentario Raga su Ravi Shankar, finanziato dalla Apple Films, iniziò con l'ex-Beatle che gli chiese di ascoltare un gruppo di canzoni e di scegliere la sua preferita, che, naturalmente, fu proprio My Sweet Lord. Harrison si oppose alla pubblicazione del brano su singolo, ma alla fine accettò quanto voluto dalla Apple. La decisione di pubblicare My Sweet Lord come principale singolo estratto dall'album venne quindi presa e confermata; la pubblicazione negli Stati Uniti avvenne il 23 novembre 1970. Il mix della canzone era differente rispetto alla versione dello stesso brano inclusa in All Things Must Pass, avendo meno riverbero e cori leggermente diversi. Entrambe le facciate della copertina del 45 giri statunitense consistevano in una foto di Harrison opera di Barry Feinstein presa da una finestra della sua residenza di Friar Park, con alcuni degli alberi del giardino della proprietà riflessi nel vetro. La canzone uscì come singolo dal doppio lato A insieme a Isn't It a Pity (n. cat. Apple 2995).
Originariamente, per volere di Harrison, My Sweet Lord non venne pubblicata su singolo in Gran Bretagna, ma a causa del successo enorme della canzone e della relativa domanda, il brano venne pubblicato su 45 giri (lato B What Is Life) anche nel Regno Unito, il 15 gennaio 1971 (n. cat. Apple R 5884).
Quando fu pubblicata come singolo dall'ex-Beatle, la canzone giunse in vetta alle classifiche di entrambe le sponde dell'Atlantico, diventando un successo a livello planetario. Nel 1978, le vendite complessive del singolo nel mondo ammontavano a 5 milioni di copie, fatto che lo rese il 45 giri più venduto di sempre all'epoca. Nel 2010, secondo Inglis, My Sweet Lord aveva venduto oltre 10 milioni di copie nel mondo.
Entrando nelle classifiche inglesi nella prima settimana al numero sette e restando al vertice per cinque settimane, risultò il singolo più venduto dell'anno, e fu il primo singolo di un ex-Beatle a raggiungere il numero uno. Raggiunse nuovamente la vetta della classifica britannica nel Regno Unito quando venne ristampato nel gennaio 2002, dopo la morte di Harrison. Ha raggiunto il numero uno della US Billboard Hot 100 il 26 dicembre 1970, rimanendo in cima per quattro settimane. Nel resto del mondo raggiunge la prima posizione in Australia, Italia, Austria, Paesi Bassi, Finlandia, Francia, Germania, Irlanda, Nuova Zelanda, Norvegia, Svezia e Svizzera, la terza in Sud Africa e la quarta in Giappone.

## Controversie legali

### Accusa di plagio
Dopo l'uscita del singolo e la sua grande diffusione a causa del successo avuto, venne notata la sua somiglianza con il brano doo-wop He's So Fine delle Chiffons, che portò ad una dura battaglia legale per i diritti della composizione. La corte federale degli Stati Uniti, che si pronunciò sul caso (denominato "Bright Tunes Music vs. Harrisongs Music") dichiarò che Harrison aveva "inconsciamente" copiato la canzone delle Chiffons. Gli fu quindi ordinato di dare la maggior parte dei diritti d'autore di My Sweet Lord e una parte di quelli di All Things Must Pass agli eredi dell'autore originale di He's So Fine (morto da tempo) e alla società di pubblicazione. L'ex manager di Harrison, Allen Klein, divenne in seguito proprietario della Bright Music.
Le Chiffons avrebbero poi registrato una cover di My Sweet Lord, per sfruttare la pubblicità avuta.
Lo stesso Harrison avrebbe poi descritto il caso nella canzone This Song (contenuta nell'album Thirty-Three & 1/3), che contiene il verso: «This tune has nothing bright about it» ("Questo pezzo non ha nulla di luminoso"), giocando sul nome della Bright Music e il suo significato ("luminoso").

### Inizio e diffusione della storia
Il 10 febbraio 1971, la Bright Tunes intentò una causa legale a George Harrison ed associati (incluse Harrisongs, Apple Records e BMI), con l'accusa di aver infranto la legge sul copyright plagiando la canzone He's So Fine, composta da Ronnie Mack nel 1963 per il gruppo canoro femminile The Chiffons. In I Me Mine, Harrison ammise di aver pensato subito: "perché non me ne sono accorto?", quando gli altri iniziarono a notare la somiglianza melodica tra i due brani; nel giugno dello stesso anno, la cantante country Jody Miller aveva pubblicato una cover di He's So Fine incorporando i riff di chitarra slide presenti in My Sweet Lord, che rendeva "abbastanza ovvia" la somiglianza. Per tutelare Harrison e dietro suo mandato, il manager Allen Klein aprì una trattativa con la Bright Tunes per risolvere la questione in via privata, offrendo di acquistare l'intero catalogo della compagnia, ma non fu possibile raggiungere alcun accordo prima che la società fosse costretta a mettersi sotto amministrazione controllata.
Esaminando le due composizioni, il musicologo Dominic Pedler scrisse che entrambi i brani possedevano un titolo formato da tre sillabe che fungeva da ritornello (My sweet Lord, He's so fine) seguito da un accordo discendente della scala tonale maggiore (Mi per My Sweet Lord e Sol per He's So Fine); e un tempo simile: 121 e 145 battute al minuto. Nelle rispettive sezioni B («I really want to see you» e «I dunno how I'm gonna do it»), c'è una melodia ancora simile, ma nel brano cantato dalle Chiffons non è presente il motivo della caratteristica introduzione alla chitarra slide.
Mentre la causa subiva una battuta d'arresto, alla fine del marzo 1973, Harrison e i suoi ex compagni di gruppo Lennon e Starr decisero di far causa a Klein – una separazione piena di rancore che portò a ulteriori cause legali per i tre ex-Beatles. In seguito, la Bright Tunes e Harrison ripresero la negoziazione per giungere a un accordo consensuale; la sua offerta finale fu quella del 40% dei diritti d'autore di My Sweet Lord da spartirsi tra gli eredi di Mack e la società di pubblicazioni, insieme all'accordo che egli mantenesse comunque l'esclusività del copyright della canzone. L'offerta venne valutata buona dai legali della Bright, ma alla fine fu rifiutata. Nel frattempo Klein aveva rinnovato la sua offerta di rilevare l'intero catalogo della Bright, ora per conto proprio. L'autore Alan Clayson descrisse la causa per plagio come "la più celebre causa civile del decennio", per la notorietà della parti coinvolte e per il risalto avuto dalla stessa nei mass media.

### Processo e giudizio
La causa Bright Tunes Music vs. Harrisongs Music arrivò a giudizio presso la corte distrettuale degli Stati Uniti il 23 febbraio 1976, con l'obiettivo di prendere in esame le oggettive accuse di plagio. Harrison presenziò alle udienze svoltesi a New York, portandosi in aula una chitarra, e ogni parte in causa chiamò a deporre degli esperti musicali a supporto delle proprie tesi.
Dopo essersi ritirata per deliberare nel settembre 1976, la corte giudicò colpevole George Harrison di "plagio inconsapevole", avendo egli inconsciamente copiato la melodia della canzone He's So Fine, ammettendo inoltre egli stesso di essere stato a conoscenza della registrazione del 1963 delle Chiffons del suddetto brano, all'epoca della composizione di My Sweet Lord. Il giudice Richard Owen disse a conclusione del processo:

### Conseguenze
A sentenza emessa, la corte stabilì l'importo del risarcimento che doveva essere pagato da Harrison e dalla Apple alla Bright Tunes, che Owen stimò in $1,599,987 – somma che ammontava ai tre quarti del totale dei ricavi delle royalty in Nord America per My Sweet Lord, e anche a una significativa parte di quelli dell'album All Things Must Pass. La condanna venne considerata eccessiva da alcuni commentatori, poiché non teneva conto degli elementi originali presenti nella versione di Harrison – il messaggio spirituale universale del testo, il caratteristico riff di chitarra, e la produzione – e inoltre ignorava il plauso generale che il brano aveva ricevuto dalla critica musicale.
La sentenza creò un nuovo precedente legale e fu un trauma per Harrison, che ammise da lì in poi di essere diventato "paranoico" nel comporre canzoni, temendo sempre di "plagiare inconsciamente" qualche brano altrui. Alcune delle reazioni iniziali alla sentenza nel mondo della musica, furono la richiesta di una parte dei diritti d'autore di un brano dei Beatles del 1964 da parte di Little Richard, e l'accreditamento da parte di Ringo Starr del cantautore Clifford T. Ward come ispiratore della sua canzone Lady Gaye inclusa in Ringo's Rotogravure. In Gran Bretagna, la corrispettiva causa legale, portata a giudizio dalla Peter Maurice Music, venne risolta in maniera extragiudiziale nel luglio 1977.
Durante lo svolgimento della causa per plagio negli Stati Uniti, la ABKCO di Klein acquistò infine il copyright di He's So Fine, e lo rivendette a Harrison per prevenire grane future. Il 19 febbraio 1981, la corte deliberò che dato il conflitto di interessi di Klein nel caso, Harrison avrebbe dovuto versare alla ABKCO solo $587,000 invece dei $1.6 milioni stabiliti in prima istanza, per rilevare i diritti di He's So Fine – in quanto $587,000 era stata la cifra pagata da Klein alla Bright Tunes nel 1978.
Poco tempo prima che la sentenza venisse emessa nel settembre 1976, Harrison scrisse ed incise This Song, canzone ispirata agli eventi che trattava con ironia la causa per plagio.
Nel corso di un'intervista del 1980 concessa alla rivista Playboy, John Lennon espresse dei dubbi circa il concetto di "plagio involontario", dicendo: «Non poteva non saperlo, dai... Lui [Harrison] è più intelligente di così... Avrebbe potuto cambiare un paio di battute in quella canzone e nessuno avrebbe mai potuto toccarlo, ma invece lasciò correre e ne pagò il prezzo. Forse pensava semplicemente che Dio gliela avrebbe fatta passare liscia». La reazione di Ringo Starr fu meno sprezzante: «Non c'è dubbio che le due canzoni siano simili ma quante canzoni sono state scritte con altre melodie in mente? La versione di George è più rock di quella delle Chiffons – potrebbe averla composta con l'originale in testa, ma è semplicemente stato molto sfortunato che qualcuno lo abbia voluto trascinare in tribunale».
Parlando della faccenda all'amico Derek Taylor nel 1979, Harrison disse: «Non mi sento in colpa o altro, anzi, quella canzone ha salvato la vita a molti eroinomani. Conosco il motivo alla base della composizione della canzone, e l'effetto che ha avuto ha superato di gran lunga ogni problema legale».

## Tracce singolo
7" USA Apple 2995
1. My Sweet Lord – 4:39 (George Harrison)
2. Isn't It a Pity – 4:45 (George Harrison)

7" UK Apple R 5884
1. My Sweet Lord – 4:39 (George Harrison)
2. What Is Life – 4:18 (George Harrison)

## Formazione
La seguente è la lista dei musicisti che si ritiene abbiano suonato nella versione originale di My Sweet Lord:
- George Harrison – voce, chitarra slide
- Eric Clapton – chitarra acustica
- Billy Preston – pianoforte
- Ringo Starr – batteria, percussioni
- Gary Wright – pianoforte elettrico
- Klaus Voormann – basso
- Pete Ham – chitarra acustica
- Tom Evans – chitarra acustica
- Joey Molland – chitarra acustica
- Jim Gordon – batteria, percussioni
- Mike Gibbins – tamburello
- John Barham – armonium, arrangiamento orchestrale
- Musicista non accreditato – cetra da tavolo

## Accoglienza
Peter Lavezzoli, autore di The Dawn of Indian Music in the West, scrisse circa il primo singolo solista di Harrison: "My Sweet Lord era tutto quello che la gente voleva sentire nel novembre 1970: armonie scintillanti, brillanti chitarre acustiche, un solido beat di Ringo Starr, ed uno squisito assolo di chitarra [di Harrison]." Recensendo il singolo per Rolling Stone, Jon Landau definì la traccia "sensazionale". In un'epoca nella quale le canzoni del Radha Krishna Temple e gli adattamenti degli inni cristiani Oh Happy Day e Amazing Grace erano grandi successi in tutto il mondo, Ben Gerson di Rolling Stone fece notare che la sostituzione da parte di Harrison della parole "Hare Krishna" al triviale "Doo-lang, doo-lang, doo-lang" di He's So Fine era "un segno dei tempi". John Lennon disse a un giornalista: «Ogni volta che accendo la radio, ecco Oh my Lord – Inizio a pensare che deve esserci veramente un Dio». Nella sua recensione del dicembre 1970 dell'album All Things Must Pass per la rivista NME, Alan Smith criticò l'apparente scelta di non pubblicare su singolo My Sweet Lord in Gran Bretagna, e fece notare come la canzone "sembra che debba qualcosa" a He's So Fine. A Gerson, il brano sembrò da subito una "ovvia riscrittura" del successo delle Chiffons, e infatti entro due mesi la Bright Tunes fece causa a Harrison per violazione del copyright. Nel gennaio 1971 su NME, Derek Johnson si disse sorpreso del fatto che la Apple avesse tardato a pubblicare la canzone su singolo nel Regno Unito, per poi dichiarare: «Secondo me, questo disco – finalmente ed irrevocabilmente – stabilisce George come un talento equivalente a quello di Lennon o McCartney».
In tempi più recenti, Richie Unterberger del sito AllMusic tentò di spiegare la popolarità internazionale del singolo di Harrison: «My Sweet Lord possiede un sentimento quasi religioso, ma nondimeno ha sufficiente appeal pop da raggiungere il pubblico mainstream al quale non interessa il messaggio spirituale della canzone». Oltre a questo, il brano contiene un riff di chitarra slide che Simon Leng definì "tra i più famosi passaggi chitarristici nella storia della musica popolare". Ian Inglis evidenziò la combinazione vincente della sincerità delle parole del testo di Harrison e dell'eccellente produzione di Spector, come la qualità che rende My Sweet Lord una canzone che può essere ascoltata in molteplici modi: come una preghiera, una canzone d'amore, un inno, un brano gospel, o un perfetto pezzo pop orecchiabile". Il giornalista Luca Perasi, autore de I Beatles dopo i Beatles, indica My Sweet Lord come "il brano più popolare della produzione dei Beatles solisti assieme ad Imagine di John Lennon".
Alla fine del 1971, My Sweet Lord si classificò prima in un sondaggio indetto tra i lettori di Melody Maker per incoronare il "singolo dell'anno". Nel giugno 1972, Harrison vinse due premi Ivor Novello in qualità di autore di My Sweet Lord. Nel 2010, gli ascoltatori di AOL Radio votarono My Sweet Lord la miglior canzone della carriera solista di George Harrison. Mick Jagger e Keith Richards dichiararono entrambi che My Sweet Lord era la loro canzone preferita di Harrison, insieme a While My Guitar Gently Weeps.

## Classifiche
| Classifica (1970/71) | Posizione massima |
| -------------------- | ----------------- |
| Austria              | 1                 |
| Paesi Bassi          | 1                 |
| Svizzera             | 1                 |
| Norvegia             | 1                 |
| Francia              | 1                 |
| Italia               | 1                 |
| Regno Unito          | 1                 |
| Stati Uniti          | 1                 |
| Giappone             | 4                 |

## Altre versioni
Molti artisti hanno reinterpretato la canzone, tra i tanti Andy Williams, Peggy Lee, Edwin Starr, Johnny Mathis, Nina Simone, Julio Iglesias, Richie Havens, Megadeth, Boy George, Nina Hagen, Brian Wilson, Elton John, Jim James, Bonnie Bramlett, Elliott Smith, Rhythm Affect nell'album Memories of Legends: Greatest Love Songs del 2011.

### Versione di Billy Preston
Con i Beatles ancora ufficialmente insieme nel dicembre 1969, Harrison non aveva ancora pianificato di pubblicare un album solista e quindi aveva pensato in un primo momento di offrire My Sweet Lord a Edwin Hawkins. Invece, dopo la conclusione del tour con Delaney & Bonnie, egli decise di dare la canzone a Billy Preston, artista sotto contratto con la Apple Records, e per il quale stava producendo il disco Encouraging Words. Le sessioni di registrazione si svolsero agli Olympic Studios di Londra, nel gennaio 1970, con Preston come musicista principale, supportato da Harrison, e dai bassista e batterista della backing band dei Temptations. Per coincidenza, gli Edwin Hawkins Singers erano all'epoca in tournée in Gran Bretagna, e così Harrison li invitò in studio per partecipare ai cori della canzone.
La versione di Preston di My Sweet Lord differisce lievemente dalla versione successiva di Harrison, soprattutto nel ritornello. Anche la preghiera vedica è assente da questa versione, così come anche l'introduzione alla chitarra slide.
Pubblicata su singolo nel settembre 1970, la versione di Preston di My Sweet Lord fu un successo minore in Europa, ma Encouraging Words non ebbe grande riscontro dal punto di vista commerciale. La pubblicazione di album e singolo furono posticipati di due mesi negli Stati Uniti, dove My Sweet Lord, uscita il 3 dicembre, raggiunse la posizione numero 90 nella Billboard Hot 100 alla fine del febbraio 1971, aiutata dall'enorme successo della versione pubblicata da Harrison nel frattempo.

### 1975:The Pirate Song
Il 26 dicembre 1975, Harrison apparve come ospite speciale nel programma comico Rutland Weekend Television dell'amico Eric Idle sul canale BBC2, apparentemente per eseguire il suo classico My Sweet Lord.
Come gag ricorrente durante lo show, Harrison interruppe i vari sketch, cercando di ottenere un ruolo da pirata nel programma (e presentandosi vestito di conseguenza), ma venendo respinto ogni volta da Idle e Neil Innes, che volevano semplicemente egli recitasse la parte di "George Harrison". Alla fine George apparve vestito normalmente ed accennò l'introduzione di My Sweet Lord alla chitarra acustica, accompagnato dalla house band del programma; ma invece di continuare con la canzone, egli iniziò a cantare Pirate Bob in versione canto marinaresco, con grande sgomento di Idle.
Questa performance è conosciuta come The Pirate Song, accreditata a Harrison e Idle, e la registrazione circola da allora su varie compilation bootleg come Pirate Songs. Osservando i parallelismi con la reale riluttanza di Harrison a recitare il ruolo di pop star, Simon Leng scrisse: "C'era una grande risonanza in queste gag."

### My Sweet Lord 2000
Molti anni dopo, George Harrison reincise il brano come My Sweet Lord (2000) per l'inclusione nell'edizione speciale del trentesimo anniversario di All Things Must Pass.
Con la ristampa del 2001 di All Things Must Pass, Harrison aggiunse a questo una bonus track: una nuova versione di My Sweet Lord, cantata insieme a Sam Brown (figlia dell'amico Joe) e con suo figlio Dhani alla chitarra e Ray Cooper alle percussioni. La nuova versione è inoltre caratterizzata da una breve introduzione dall'atmosfera orientale e da una ben più evoluta tecnica chitarristica, soprattutto slide, di Harrison. Dopo l'uscita del disco rimasterizzato, lo stesso George ha spiegato che la sua motivazione per rifare la canzone era in parte di "suonare un migliore assolo di chitarra slide"; come ulteriori motivazioni fece menzione anche del "valore spirituale" che la canzone ha tradizionalmente avuto, e il suo interesse nel rielaborare la melodia evitando note fuori posto.